# Монако (округ)
Мона́ко, Мона́ко-Вілль (фр. Monaco-Ville) — столиця Князівства Монако, розташована на півдні центральної частини країни на березі Середземного моря. Населення — 1 034 особи (за даними на 2000 р.). Площа — 184750 м².

## Про місто

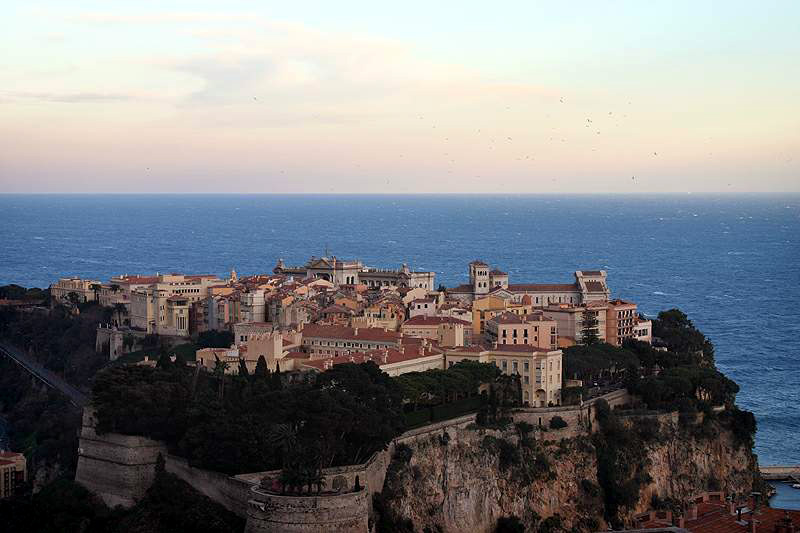
Монако розташоване на скелі і огороджений муром

Монако — одне з чотирьох міст, які складають територію князівства, а також одна з десяти сучасних адміністративно-територіальних одиниць Князівства Монако.

### Пам'ятки
Серед основних пам'яток — Собор Святого Миколая і Океанографічний музей, заснований князем Альбером І 1910 року. (деякий час його очолював Жак-Ів Кусто). Уваги також заслуговує Каплиця милосердя (фр. Chapelle de la Misericorde) — одна з найстаріших будівель, заснована 1639 року. Щоденно столицю Князівства Монако і резиденцію княжої сім'ї відвідують багато туристів.

## Галерея

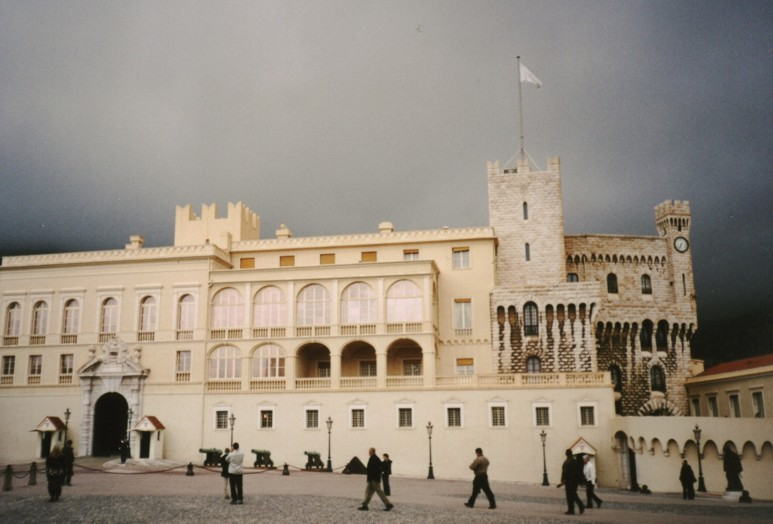
Замок княжої сім'ї
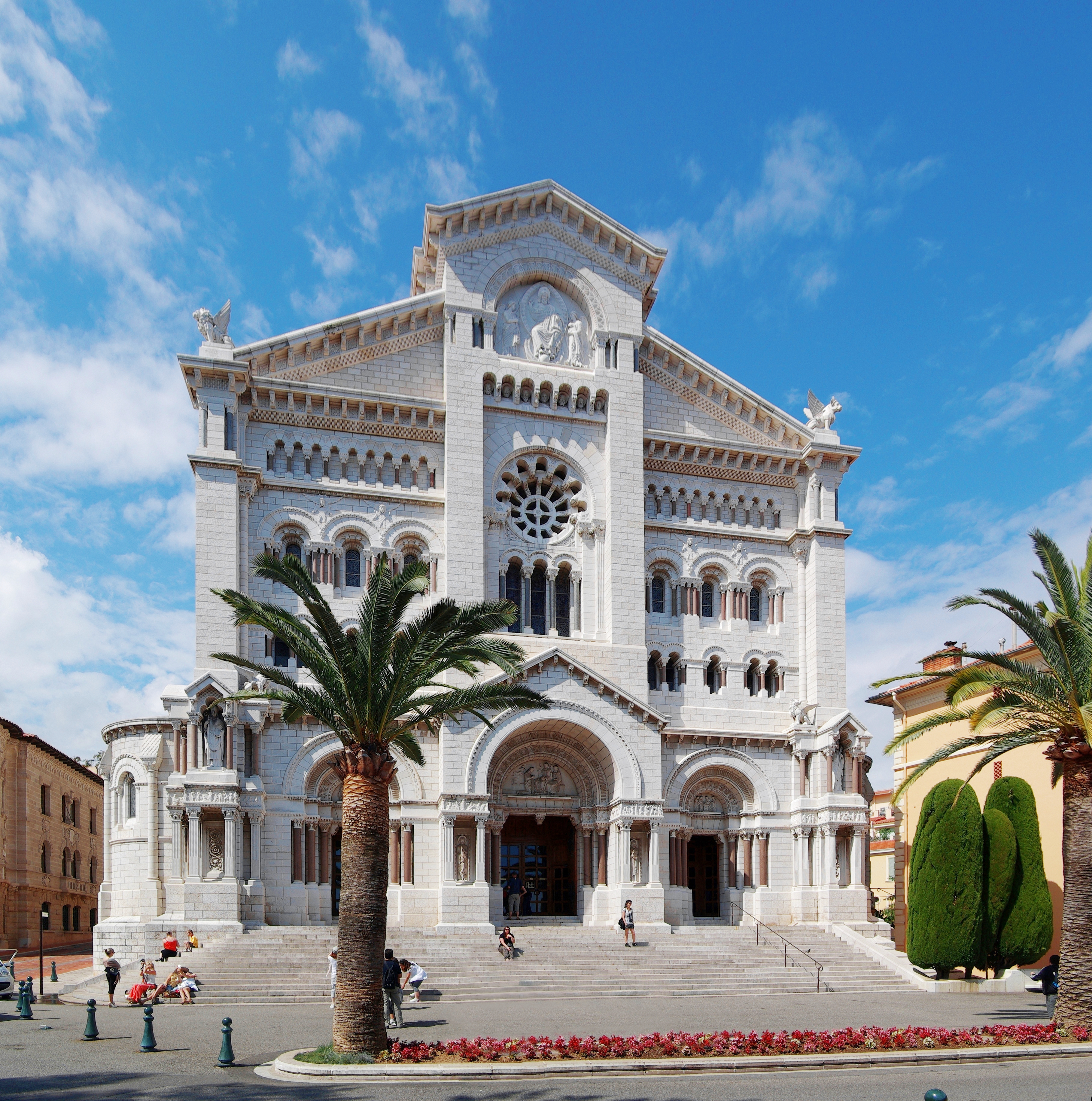
Собор Св. Миколая
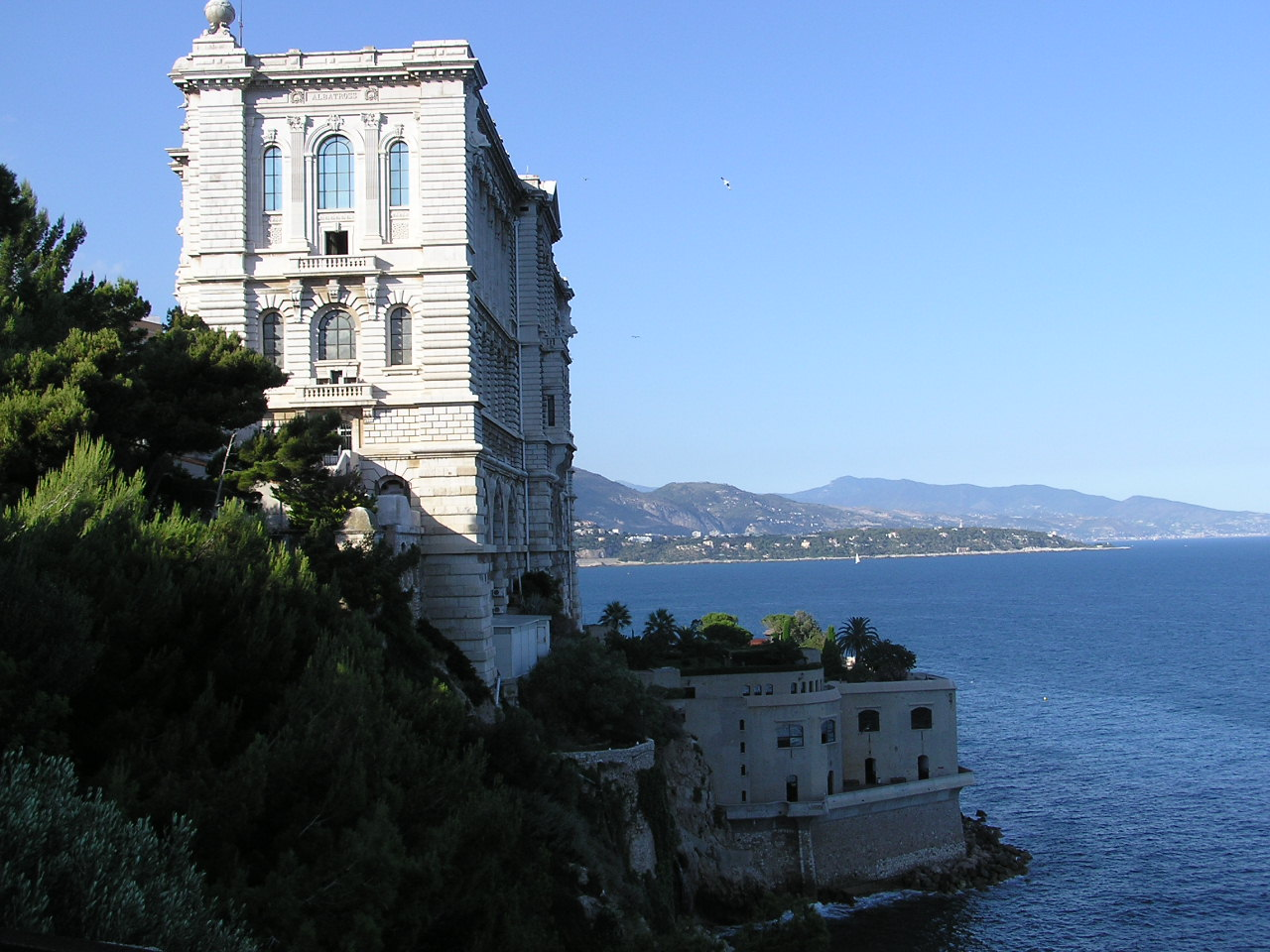
Океанографічний музей